# Капиця Андрій Петрович
Андрі́й Петро́вич Капи́ця (нар. 1931 — пом. 2011) — радянський і російський географ, геоморфолог і гляціолог, заслужений професор Московського університету, член-кореспондент АН СРСР (згодом — РАН) з 1970 року.
Автор близько 200 наукових і науково-популярних робіт.

## Життєпис
Народився в університетському місті Кембриджі (Велика Британія) в родині радянського фізика і лауреата Нобелівської премії Петра Капиці. Молодший брат радянського фізика і телеведучого Сергія Капиці.
У 1953 році закінчив географічний факультет Московського державного університету, після чого працював у лабораторії експериментальної геоморфології того ж факультету.
Учасник чотирьох антарктичних експедицій. У 1967—1969 роках — керівник геофізичної експедиції АН СРСР у Східну Африку.
У 1966—1970 роках очолював географічний факультет МДУ. У 1970 році обраний членом-кореспондентом АН СРСР. У 1972 році виступив ініціатором створення у Владивостоці Тихоокеанського інституту географії ДСВ АН СРСР, ставши його першим директором.
У 1977 році через хворобу повертається до Москви. З 1978 року завідувач кафедрою загальної фізичної географії і палеогеографії географічного факультету МДУ (після реорганізації у 1987 році — кафедрою раціонального природокористування). Одночасно, з 1978 по 1990 роки, був заступником Головного вченого секретаря АН СРСР і головою Наукової ради з виставок АН СРСР.
Мешкав у Москві, де й помер. Похований на Аксиньїнському кладовищі у Підмосков'ї.

## Наукова діяльність
У 1958 році захистив кандидатську дисертацію на тему «Морфологія льодовикового покриву Східної Антарктиди», а у 1968 році — докторську дисертацію на тему «Підлідний рельєф Антарктиди».
Автор наукових праць по динаміці і морфології льодовикового щита Східної Антарктиди.
Після обробки результатів Першої радянської антарктичної експедиції 1955—1957 років висунув гіпотезу про існування величезного підлідного озера під станцією «Восток». Пізніше, у 1996 році, гіпотеза підтвердилася.

## Нагороди і почесні звання
Нагороджений орденом Трудового Червоного Прапора і медалями. Лауреат Державної премії СРСР (1971) — за участь у створенні «Атласу Антарктики» і премії імені Д. М. Анучина (1972). Заслужений діяч науки Росії (2002).